# 派珀·洛根
派珀·洛根（英語：Piper Logan，2001年7月13日—），加拿大女子七人制橄榄球运动员。她曾代表加拿大国家队参加2024年夏季奥林匹克运动会七人制橄榄球比赛，获得一枚银牌。